# Manuel Felipe Rugeles
Manuel Felipe Rugeles est l'une des trois paroisses civiles de la municipalité de Libertad dans l'État de Táchira au Venezuela. Sa capitale est El Pueblito.